# Zeta Andromedae
Zeta Andromedae (ζ And / ζ Andromedae) è un sistema stellare situato nella costellazione di Andromeda. La stella principale è una gigante brillante arancione di magnitudine 4,1 e dista circa 189 anni luce dal sistema solare.

## Osservazione
Si tratta di una stella situata nell'emisfero celeste boreale; grazie alla sua posizione non fortemente boreale, può essere osservata dalla gran parte delle regioni della Terra, sebbene gli osservatori dell'emisfero nord siano più avvantaggiati. Nei pressi del circolo polare artico appare circumpolare, mentre resta sempre invisibile solo in prossimità dell'Antartide. La sua magnitudine pari a 4,1 fa sì che possa essere scorta solo con un cielo sufficientemente libero dagli effetti dell'inquinamento luminoso.
Il periodo migliore per la sua osservazione nel cielo serale ricade nei mesi compresi fra settembre e febbraio; da entrambi gli emisferi il periodo di visibilità rimane indicativamente lo stesso, grazie alla posizione della stella non lontana dall'equatore celeste.

## Caratteristiche fisiche
La stella è, o si pensava essere, una variabile a eclisse di tipo Beta Lyrae, formata da una stella principale classificata come una gigante brillante arancione di tipo spettrale K1II ed una secondaria probabilmente delle ultime classi G o delle prime di classe K, la cui massa è all'incirca dell'80% di quella del Sole. L'eclissi primaria provoca un calo di 0,22 magnitudini, mentre l'eclissi secondaria fa diminuire la luminosità di 0,10 magnitudini, in un periodo di 17,77 giorni, equivalente al periodo orbitale delle due stelle. Tuttavia gli ultimi studi, piuttosto che binaria a eclisse, la classificano come variabile ellissoidale rotante, ossia la variabilità deriva dalla forma distorta (ellissoidale) delle stelle, che orbitando una attorno all'altra variano le loro superfici visibili all'osservatore, cambiando di conseguenza la loro luminosità.
La stella è anche una variabile di tipo RS Canum Venaticorum, una classe di variabili caratterizzate da un'attività magnetica come quella del Sole, insolita per giganti evolute la cui causa è probabilmente l'interazione con una compagna vicina. Si sono riscontrate macchie stellari fredde vicino all'equatore, così come è presente una cappa polare fredda. La principale riempie il suo lobo di Roche dell'80% e questo fa sì che la stella è di forma ellissoidale, con un diametro equatoriale maggiore del 4% di quello polare.
La coppia principale ha tre compagne ottiche denominate Zeta Andromedae B, C e D rispettivamente a 33, 96 e 157 secondi d'arco di distanza. Mentre C pare avere un moto proprio comune con A, C e D sono solo sulla linea di vista e non sono legate gravitazionalmente al sistema. Ammettendo che sia legata ad A, la componente C è una nana rossa distante 5600 UA da A che impiega 250.000 anni per ruotarle attorno.